# Autodesk 3ds Max
Autodesk 3ds Max (fost 3D Studio Max) este unul dintre cele mai populare programe de grafică 3D.

## Istoric
3D Studio a început sub platforma MS-DOS ca un program de grafică tridimensională specializat. Odată trecut pe platforma Windows, produsul software a primit și sufixul Max.